# Tour hertzienne TDF site Romainville
Pour les articles homonymes, voir Romainville (homonymie).
La tour hertzienne TDF site Romainville est une tour destinée à l'émission radio et télévisée, d'une hauteur de 141 mètres, construite en 1984 par l'architecte Claude Vasconi pour TDF. Son nom attribué par TDF en raison de sa situation dans le fort nommé de Romainville, tous deux sont pour autant situés sur la commune française des Lilas, en Seine-Saint-Denis, et non sur celle, voisine, de Romainville (toutefois située également dans ce même département francilien), c'est pourquoi elle constitue le point dominant de la commune des Lilas, dont elle fait partie du patrimoine architectural d'autant plus qu'elle permet de situer à plusieurs kilomètres de distance la position de cette commune, ce qui pousse bon nombre de ses habitants à la surnommer  Tour des Lilas.
Mise en service au début de l'année 1986, elle remplace la tour TDF des Buttes-Chaumont détruite après la vente des studios du même nom, à des promoteurs immobiliers.
Son rôle est vital pour TDF, dans l'acheminement et le contrôle des signaux radio-télévision entrant et sortant, même si le satellite dont l'usage s'est développé depuis 1986, lui fait concurrence pour ce qui concerne les liaisons point à point.
Sa fonction principale est de tenir lieu de centre nodal, c'est-à-dire qu'elle est le premier émetteur des grandes chaînes de télévision française pour ce qui concerne la diffusion vers la province. Un centre de supervision y est également installé pour contrôler à distance la diffusion hertzienne sur l'ensemble du territoire,. 
C'est depuis ce centre nodal que sont définitivement arrêtés (à distance) les émetteurs analogiques SECAM pour faire place à la diffusion unique en DVB-T.
Pour assurer la sécurité de l'ensemble de ses services de diffusion numérique (TNT, TVHD, TMP -télévision mobile personnelle-), TDF réplique son système hébergé au Fort de Romainville sur un second site à Lyon qui joue le rôle de site de secours en cas de problèmes techniques.
Des expérimentations de télévision mobile y sont également réalisées depuis 2008.
C'est depuis cette tour que sont contrôlés (à distance), reçus ou relayés les principaux faisceaux satellitaires internationaux à destination des chaînes de télévision.

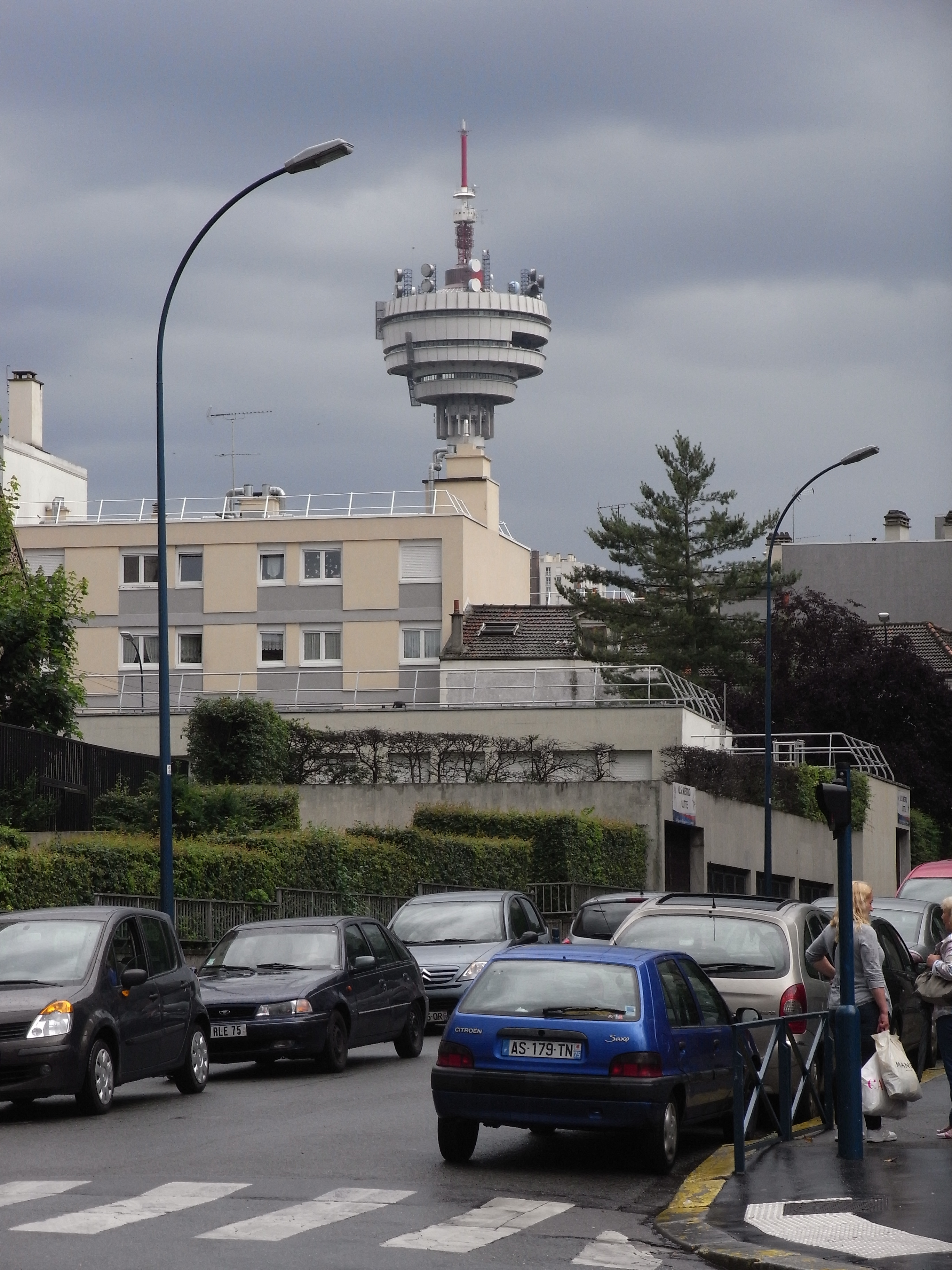
Vue de la tour
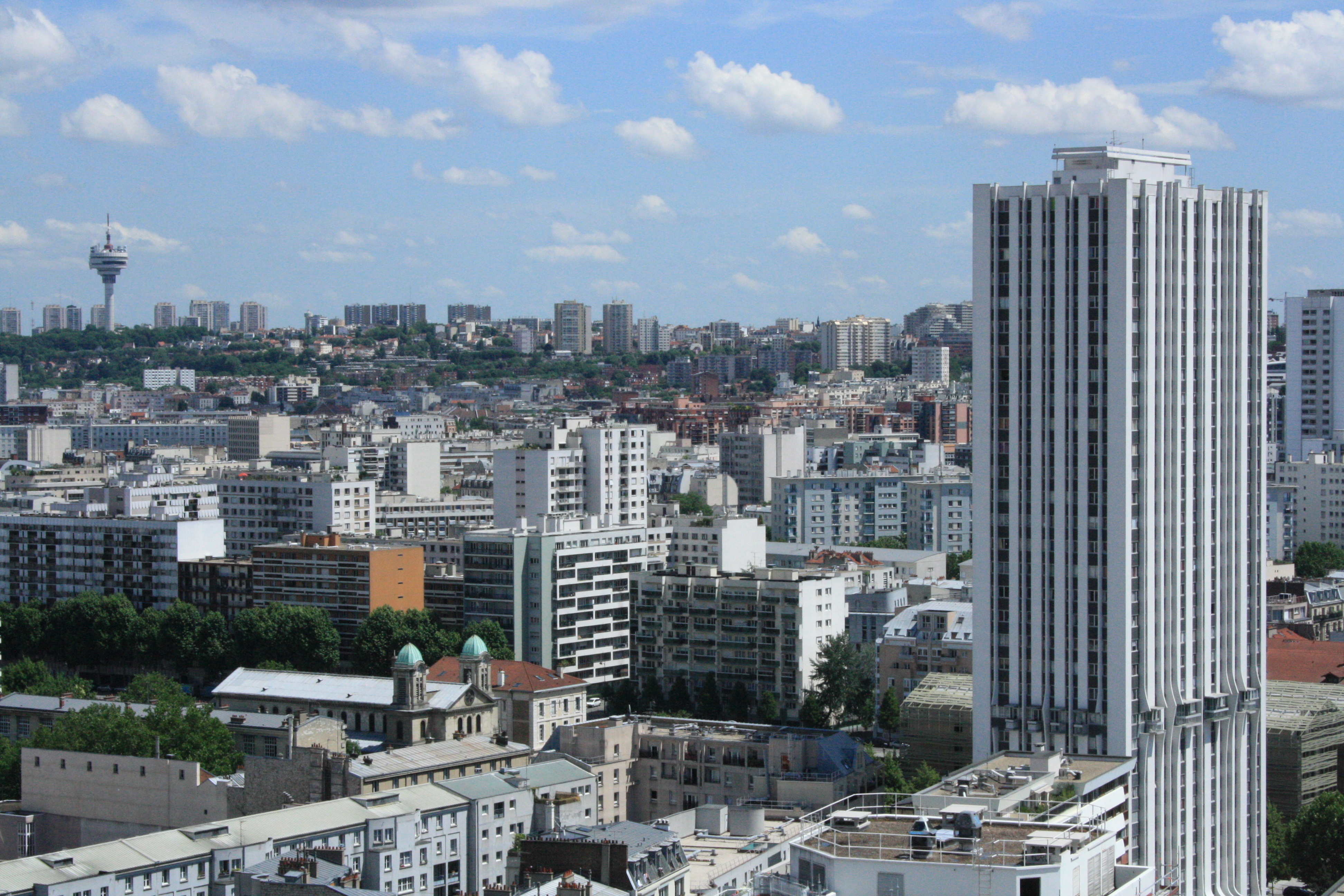
La tour dans le paysage parisien
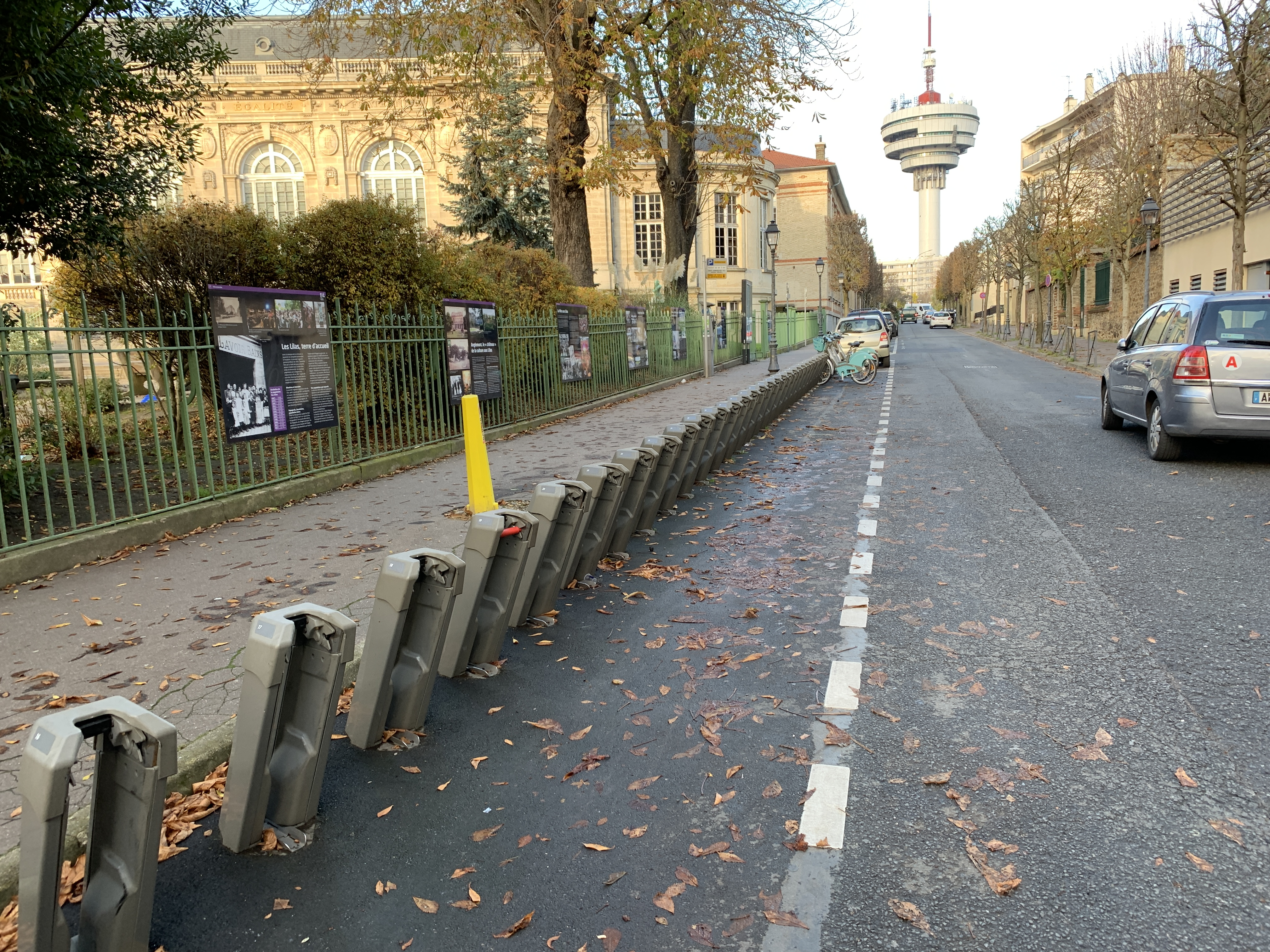
Vue depuis une rue des Lilas.